# Baltasar Gracián
Baltasar Gracián y Morales (ur. 8 stycznia 1601 w Belmonte de Gracián, zm. 6 grudnia 1658 w Tarrazonie) – hiszpański prozaik i moralista, ksiądz jezuita.

## Życiorys
Urodził się w Belmonte de Gracián, niedaleko Calatayud (Aragonia), jako syn lekarza i jedno z jedenaściorga dzieci. Mając około dziesięć lat zamieszkał w Toledo w domu wuja, który był księdzem. Baltasar uczył się w kolegium jezuickim w Saragossie (1616–1619) i w wieku lat 18 wstąpił tam do nowicjatu. Następnie studiował filozofię w Kolegium w Calatayud od 1621, a od 1623 teologię w Saragossie. W 1627 został księdzem, a ostatnie śluby przyjął w 1635.
Uczył w wielu szkołach jezuickich, m.in. w Calatayud, Lleidzie i Gandii. Niezwykle ważny okazał się pobyt w Huesce, gdzie lokalny arystokrata, erudyta i miłośnik sztuki Vincencio Juan de Lastanosa zaprzyjaźnił się z nim i wspomógł wieloma merytorycznymi radami; później wydawał też na swój koszt dzieła Graciana. W latach 1639–1641, jako spowiednik wicekróla Aragonii, księcia de Nocera, Gracián przebywał w Nawarze i Madrycie. Stał się znany jako kaznodzieja. Mianowano go rektorem kolegium w Tarragonie.
W czasie buntu w Katalonii (od 1640) i francuskiej inwazji na ten region, był m.in. kapelanem wojsk Filipa IV wyzwalających Lleidę w 1646 r. Odznaczył się taką aktywnością i poświęceniem, że wdzięczni żołnierze nadali mu przydomek "ojca zwycięstwa" ("el Padre de la Victoria").
Pierwszą książkę, El Héroe, opublikował w 1637 r. Wszystkie jego dzieła, z wyjątkiem dotyczącego kwestii teologicznych El Comulgatorio zostały wydane bez zgody zwierzchników, co było sprzeczne z regułami panującymi w zakonie. Gracián podpisywał je imieniem jednego ze swych braci, Lorenzo, albo pseudonimem Garcia de Marlones, ale rzeczywiste autorstwo nie było dla nikogo tajemnicą. Kilkakrotnie miał z tego powodu nieprzyjemności, najpoważniejsze gdy wydał drukiem swe najobszerniejsze dzieło, El Criticón (pierwsza część w 1651, druga w 1653, trzecia w 1657 r.). Został wówczas poddany karze, która polegała m.in. na wygnaniu do Graus. Urażony niesprawiedliwą w jego opinii karą, prosił przełożonych o pozwolenie na opuszczenie zakonu, jednak wkrótce powierzono mu nowe, odpowiedzialne stanowisko. Zmarł w 1658 r. w Tarazonie (Aragonia).
Jego rodzinna wieś Belmonte de Calatayud w hołdzie dla pisarza zmieniła swą nazwę na Belmonte de Gracián.

## Twórczość

### Dzieła dydaktyczne
Gracián był autorem wielu dzieł o charakterze dydaktycznym, takich jak: El Héroe (Bohater, 1637), El Político (Polityk, 1640), El Discreto (Światowiec, 1646) i Oráculo manual y arte de prudencia (Wyrocznia podręczna, 1647). W dwóch pierwszych proponował wzór idealnego władcy lub wodza, odwołując się do postaci znanych źródeł historycznych i literackich, zwłaszcza do króla Ferdynanda Katolickiego jako przykładu chrześcijańskiego księcia; dzieło to było również formą dyskusji z poglądami na władzę, jakie reprezentował Machiavelli. W Światowcu, a zwłaszcza w Wyroczni podręcznej zawarł rady dla człowieka światowego, który pragnie w pełni zrealizować swe wrodzone możliwości i osiągnąć doskonałość poprzez świadome rozwijanie posiadanych talentów, a także poprzez ukrywanie swych wad i słabości. Renesansowy ideał ludzkiej doskonałości zderza się u Graciána z pesymistyczną i pozbawioną złudzeń wizją życia jako bezpardonowej walki wszystkich ze wszystkimi, dlatego najważniejszą dla niego rzeczą jest "prudencia", rozumiana jako roztropność czy rozwaga. Wyrocznia podręczna jest najpopularniejszym dziełem Graciána, wielokrotnie przekładanym na różne języki; na niemiecki tłumaczył ją Arthur Schopenhauer.

### El Criticón
Trzyczęściowy Criticón osiągnął sławę w Europie, zwłaszcza w krajach niemieckojęzycznych. Była to alegoryczna powieść podróżnicza z elementami romansu łotrzykowskiego, której motywem była wędrówka dwóch bohaterów. Critilo - "człowiek krytyczny" reprezentował racjonalne wyzbywanie się iluzji, Andrenio zaś niewinność i kierowanie się impulsami. Pesymiści XIX wieku jak Nietzsche i Arthur Schopenhauer identyfikowali się z tym dziełem.

### Agudeza y arte de ingenio
Gracián znany jest jako jeden z głównych przedstawicieli hiszpańskiego baroku w literaturze. Jego dzieło Agudeza y arte de ingenio to traktat o tropach i figurach stylistycznych; omawia też pojęcie "agudeza", czyli celności, bystrości, dowcipu, pozwalających na dostrzeżenie związków pomiędzy rzeczami i pojęciami, na których budowane są metafory i antytezy (ulubiony środek stylistyczny samego Graciána). Można więc uznać jego dzieło za podstawowy dla hiszpańskiego baroku podręcznik stylistyki konceptyzmu.

### Dzieła – chronologia wydań
- El Héroe (1637). Wyd. pol. Bohater, czyli rzecz o człowieku niezwykłym, tłum. Barbara Sławomirska, Spółka Hanzeatycka, 2001.
- El Político Don Fernando el Católico (1640).
- Arte de ingenio (1642, w 1648 wydana jako: Agudeza y arte de ingenio), esej o literaturze i estetyce, traktat o zasadach konceptyzmu.
- El discreto (1646). Wyd. pol. Światowiec, czyli rzecz o człowieku wszechstronnych zalet, tłum. B. Sławomirska, Spółka Hanzeatycka, 2001.
- Oráculo manual y arte de prudencia (Wyrocznia podręczna i sztuka roztropności, 1647), zbiór 300 aforyzmów i komentarzy do nich. Wydania polskie: 
  - Maxymy X. Baltazara Graciana...pod tytułem Oraculum w ręku i nauka roztropności po hiszpańsku wydane, tłum. Aleksander Brodowski, Wilno 1764[8].
  - Baltasar Gracián y Morales, Brewiarz dyplomatyczny, przeł. (z franc.) Bohdan Gajewicz, Paryż 1950, II wyd. Pax, Warszawa 2004.
  - Baltasar Gracián, Wyrocznia podręczna, tłum. Stanisław Łoś, 1949, II wyd. Wydawnictwo Test, Warszawa 1997.
  - Baltasar Gracián, Sztuka Doczesnej Mądrości, w przekładzie Christophera Maurera, przeł. (z ang.) Przemysław Garncarczyk, Helion S.A., 2010, ISBN 978-83-246-1775-3.
  - Baltasar Gracián, Sztuka roztropności. Podręczna wyrocznia, w interpretacji Jeremy’ego Robbinsa, przeł. (z ang.) Krzysztof Krzyżanowski, Helion S.A., 2015.
- El Criticón (1651–1657).
- El Comulgatorio (1655).